# Тул (округ)
Округ Тул (англ. Toole County) располагается в штате Монтана, США. Официально образован в 1914 году. По состоянию на 2010 год, численность населения составляла 5324 человека.

## География
По данным Бюро переписи США, общая площадь округа равняется 5 040,145 км2, из которых 4 962,445 км2 суша и 77,700 км2 или 1,500 % это водоёмы.

## Население
По данным переписи населения 2000 года в округе проживает 5 267 жителей в составе 1 962 домашних хозяйств и 1 308 семей. Плотность населения составляет 1,00 человек на км2. На территории округа насчитывается 2 300 жилых строений, при плотности застройки менее 1,00-го строения на км2. Расовый состав населения: белые — 93,89 %, афроамериканцы — 0,15 %, коренные американцы (индейцы) — 3,19 %, азиаты — 0,30 %, гавайцы — 0,02 %, представители других рас — 0,32 %, представители двух или более рас — 2,13 %. Испаноязычные составляли 1,16 % населения независимо от расы.
В составе 32,30 % из общего числа домашних хозяйств проживают дети в возрасте до 18 лет, 56,80 % домашних хозяйств представляют собой супружеские пары проживающие вместе, 6,50 % домашних хозяйств представляют собой одиноких женщин без супруга, 33,30 % домашних хозяйств не имеют отношения к семьям, 30,20 % домашних хозяйств состоят из одного человека, 13,70 % домашних хозяйств состоят из престарелых (65 лет и старше), проживающих в одиночестве. Средний размер домашнего хозяйства составляет 2,47 человека, и средний размер семьи 3,09 человека.
Возрастной состав округа: 25,50 % моложе 18 лет, 6,80 % от 18 до 24, 28,20 % от 25 до 44, 23,60 % от 45 до 64 и 23,60 % от 65 и старше. Средний возраст жителя округа 39 лет. На каждые 100 женщин приходится 106,50 мужчин. На каждые 100 женщин старше 18 лет приходится 107,20 мужчин.
Средний доход на домохозяйство в округе составлял 30 169 USD, на семью — 39 600 USD. Среднестатистический заработок мужчины был 27 284 USD против 19 141 USD для женщины. Доход на душу населения составлял 14 731 USD. Около 9,70 % семей и 12,90 % общего населения находились ниже черты бедности, в том числе — 15,00 % молодежи (тех, кому ещё не исполнилось 18 лет) и 9,50 % тех, кому было уже больше 65 лет.